# Stoke Newington
Stoke Newington è un quartiere del borgo londinese di Hackney, che si trova 8 km a nord-est di Charing Cross.

## Confini
Attualmente Stoke Newington si trova nella zona CAP N16 (uno dei codici postali di Londra), che comprende però anche parti del distretto di Stamford Hill e di Shacklewell. Anche il confine sud non è ben delineato e si intreccia con il vicino distretto di Dalston. Tuttavia in passato, Stoke Newington, aveva dei confini ben più definiti, formata nel 1899, dalla parrocchia del luogo come Metropolitan Borough of Stoke Newington, nel 1965 venne accorpata, insieme ad altri due borghi metropolitani, quello di Hackney e quello di Shoreditch, all'attuale borgo londinese di Hackney.
Nonostante tutti questi cambiamenti, il nucleo di Stoke Newington, con al centro la via della chiesa (Stoke Newington Church), ha mantenuto un aspetto di un villaggio ben distinto dalla città di Londra, tanto che Nikolaus Pevsner ha ammesso, in uno dei suoi scritti, di aver avuto difficoltà nell'inquadrare Stoke Newington come parte integrante di Londra.

## Storia

### Medioevo

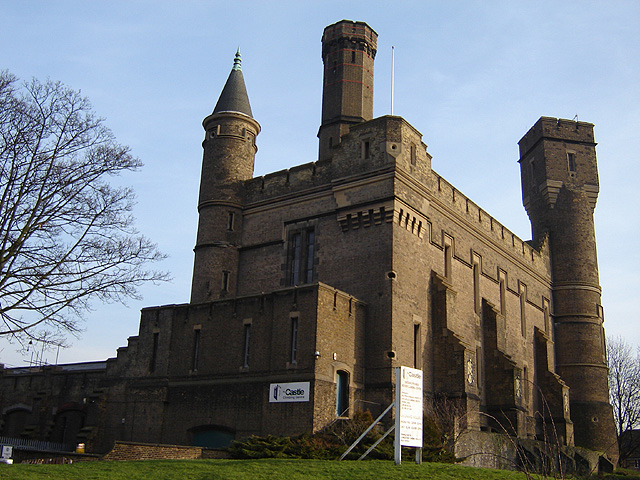
Il Castle Climbing Centre

Stoke Newington detta anche new town in the wood (Nuova città nel bosco), è sorta nei pressi di grandi insediamenti sassoni vicini al fiume Lea (o "fiume Lee"). Nel XIX secolo si scoprirono nella zona e presso il cimitero (Abney Park Cemetery) numerosi ritrovamenti artistici e lavorazioni risalenti al periodo neolitico, alcuni dei quali esposti al Museo di Londra.
Nel 1086 Stoke Newington è registrata, nel Domesday Book (censimento fatto realizzare da Guglielmo il Conquistatore) come parte del territorio di Ossulstone, contea di Middlesex.
Dal Medioevo in poi venne spesso utilizzata dai viandanti come punto di sosta prima di partire per viaggi verso il nord.

### Epoca dal 1600 a 1900

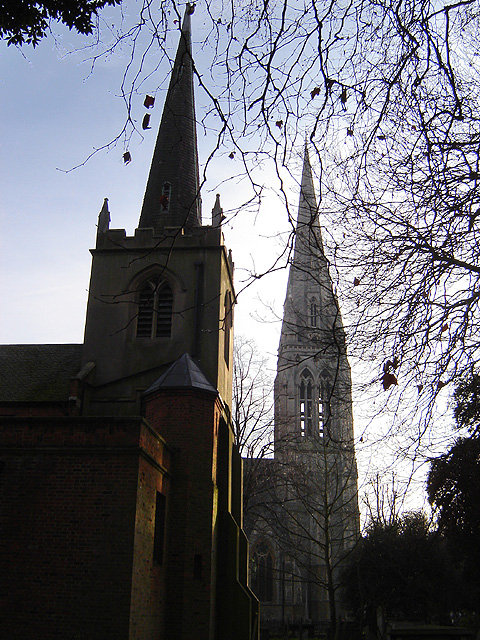
Le due chiese di Stoke Newington. St Mary's Old Church (sinistra) e New Church (destra)

Nel XVII secolo il territorio di Stoke Newington, per questioni amministrative si ridusse, infatti la zona ovest di Stoke Newington High Street venne integrata nella Finsbury division e la zona ad est nella Tower division. Successivamente, nel 1889 le due nuove divisioni sono state accorpate alla contea di Londra.
Sempre nel XVII secolo, il territorio, che al tempo era sotto la competenza della Cattedrale di Saint Paul, venne venduto a William Patten, che divenne il primo signore (Lord) del territorio feudale. Le sue iniziali WP ed il motto ab alto sono ancora visibili sul portale della vecchia chiesa vicino al Clissold Park.
Durante il secolo successivo i territori passarono sotto la proprietà di Lady Mary Abney, che redasse le prime mappe, ben dettagliando i confini dei suoi territori e iniziando la costruzione dell'attuale manorial parkland situato oggi dietro la stazione dei vigili del fuoco su Church Street, con l'aiuto del dottor Isaac Watts e le sue figlie.
Nel corso del XIX secolo, Londra era ormai in forte espansione ed i territori Stoke Newington furono messi in vendita per la costruzione di nuove zone della città londinese. A poco a poco il paese venne assorbito dalla continua espansione di Londra. Già dalla metà del 1800 non venne più considerato un villaggio separato, ma una vera e propria zona della periferia di Londra.
Stoke Newington prosperò come sobborgo della città, viste le innumerevoli nuove costruzioni che si crearono ed il relativo aumento della popolazione, continuando ad avere una propria amministrazione, fino all'avvento della Seconda Guerra Mondiale, che portò numerosi cambiamenti.

### La seconda guerra mondiale
Durante la seconda guerra mondiale, gran parte della zona venne distrutta dagli attacchi della Germania nazista tra il 1940 ed il 1941, e molte persone rimasero senza abitazione, anche la zona fu meno duramente colpita rispetto alla parte sud/est di Londra. Anche il numero delle vittime era relativamente basso, e quasi tre quarti delle vittime civili fu dovuto ad un tragico incidente del 13 ottobre 1940, quando un rifugio estremamente affollato dalla popolazione del posto venne raso al suolo interamente. Il monumento in ricordo ai residenti del Comune, morti nel raid aereo è situato nel cimitero di Abney Park.
La maggior parte degli edifici storici nel cuore di Stoke Newington, non vennero danneggiati o perlomeno si trovavano in uno stato tale da poterli ristrutturare. Eccezion fatta per la grande chiesa parrocchiale di West Hackney, St James's, in Stoke Newington High Street, risalente all'anno 1824. La chiesa venne demolita senza più essere ricostruita. Solo dopo la guerra venne costruita una struttura molto più modesta, (San Paolo). Tracce di muratura in pietra della vecchia chiesa sono ancora visibili di fronte ad High Street.